# Сук Микола Петрович
Мико́ла Петро́вич Сук (* 21 грудня 1945, Київ) — український піаніст. Заслужений артист УРСР (1973). Син українського хормейстера і педагога Петра Андрійовича Сука.

## Біографія
Микола Сук народився в Києві 1945 року, в сім'ї музикантів, вчився у Київській середній спеціальній музичній школі ім. М. В. Лисенка та у Московській консерваторії в класі професора Льва Власенка.
Лауреат міжнародного конкурсу Ліста-Бартока. Заслужений артист України.
Отримав всесвітнє визнання на Міжнародному конкурсі Ліста-Бартока у Будапешті 1971 року, де він отримав Золоту медаль. Граючи як класичну, так і сучасну музику, він був першим інтерпретатором концертів та соло-творів таких композиторів, як Валентин Сильвестров, Іван Карабиць, Мирослав Скорик, Вірко Балей (деякі з цих творів були написані особисто для нього). Джозеф Горовиць, відомий американський музикознавець і колишній музичний критик газети «Нью-Йорк Таймс», назвав Миколу Сука «найвидатнішим із сучасних виконавців музики Ліста».
Зараз він мешкає у Лас-Вегасі, де викладає в Університеті штату Невада (UNLV). Водночас він є Артистом — Резидентом і художнім керівником Українського Інституту в Америці.
Після свого американського дебюту в Карнегі Холі (1991 р.) Микола Сук виступав у Європі та США, включаючи прем'єра Концерту А. Шнітке для фортепіано і струнних в Чикаго.
Наприкінці 90-х рр. у піаніста був тріумфальний концертний тур з Національним заслуженим академічним симфонічним оркестром України в Австрії та Німеччини. У дуеті з Олегом Крисою — видатним українським скрипалем і учнем Давида Ойстраха — він виконав повний цикл сонат Людвіга ван Бетховена.
Микола Сук неодноразово був членом журі Міжнародних конкурсів юних піаністів пам'яті Володимира Горовиця в м. Києві.